# سمفونی مقاومت
سمفونی مقاومت، معروف به سمفونی خرمشهر، دومین سه‌گانهٔ مجید انتظامی در یادبود جنگ ایران و عراق است. این سمفونی در چهار قسمت با عنوان‌های «عروج»، «رویش»، «امید» و «مقاومت» به سفارش بنیاد شهید ساخته شده است.
اولین اجرای این اثر از ۳۱ شهریور تا ۴ مهر ۱۳۸۸ در تالار وحدت تهران بوده است.

## قطعهٔ عروج
این قطعه در سرعتی آرام آغاز می‌شود و اجرای سازهای ارکستر و گروه کر یادآور حرکت و سیر و سلوک است که در ادامهٔ این قطعه ملودی آرام همراه با نگرانی نشان‌دهندهٔ نزدیک شدن به مفهوم عروج است.
این قطعه که در ادامه با همراهی گروه کر توأم می‌شود، تداعی کننده رشادت و سخت کوشی انسان‌ها است، سپس تمام گروه با این ملودی همراه می‌شوند و اشعار حماسی، میهنی که نشان‌دهندهٔ عزم راسخ ایرانیان است را طنین‌انداز می‌کنند و در پایان این قطعه جاودانگی، عظمت و مفهوم سیر و سلوک در نوای این ملودی شنیده می‌شود.

## قطعهٔ رویش
این قطعه، که جریان هستی را توصیف می‌کند و اشعار آن در وصف جاودانگی مام میهن سروده شده است، به آرامشی خاص و با همراهی سازهایی مانند گیتار، ماندولین، چنگ، پیانو و با همراهی آواز سنتی، پاپ و گروه کر اجرا می‌شود.

## قطعهٔ امید
این قطعه در تونالیتهٔ دو مینور با بهره‌گیری از ارکستر زهی و بادی آغاز می‌شود و پس از آن بخش‌های دیگرِ ارکستر نیز به آن اضافه می‌شوند. امید بیانگر مفهوم امید به‌عنوان کیمیای دست‌یابی به گوهر مقاومت است. در این قسمت نوای دردمندانهٔ انسان‌های امیدوار که در راه مقاومت گام نهاده‌اند روح انسان را به اصل مقاومت و امید می‌بَرَد. از ویژگی‌های این قطعه می‌توان به تلفیق دو صدای محمد عبدالحسینی و نیما مسیحا اشاره کرد.

## قطعهٔ مقاومت
قطعهٔ پایانی این سمفونی با تمپوی تند همراه است، این قسمت شکوفایی مفهوم مقاومت و تولد عشق و ایمان را، که لازمهٔ زندگی و حیات کامل بشر است، ارائه می‌کند. این قطعه با صدای محمد عبدالحسینی و در ساختاری سنتی به اجرا درمی‌آید.

## نوازندگان و دست‌اندرکاران
دستیار آهنگساز: آذرنوش صدرسالک

ناظر ضبط: مهدی بزرگمهر

ویولن: خاچیک بابایان، مازیار ظهیرالدینی، علی جعفری پویان، بردیا کیارس، پدرام فریوسفی، میلاد عالمی، محمدرضا عربانی

ویولا: میثم مروستی، سهراب برهمندی، پویا خوش‌آهنگ

ویلنسل: مجید اسماعیلی، مهرداد عالمی، سوگل شیری

کنترباس: کارن کبیری

فلوت: ناصر رحیمی

ابوا: مجید انتظامی

هورن: باربد بیات

ترومپت: حسن فراهانی

تیمپانی و سازهای کوبه‌ای: محمود منتظم صدیقی

دف و سازهای کوبه‌ای: کورش بزرگ‌پور، سعید سرتایی

درامز: هومن غفاری

گیتار: فیروز ویسانلو

گیتار باس: بابک ریاحی‌پور

پیانو: رضا تاج‌بخش

هارپ: آذرنوش صدرسالک

گروه کر: سودابه شمس، فهیمه اسماعیلی، نسرین ناصحی، شهرام رکوعی، محمدرضا صفی، محمدرضا صادقی
ضبط موسیقی: استودیو پاپ، ناصر فرهودی، حمیدرضا آداب